# Kudoyama
Kudoyama (九度山町?) è una cittadina giapponese della prefettura di Wakayama.